# William Tuckwell

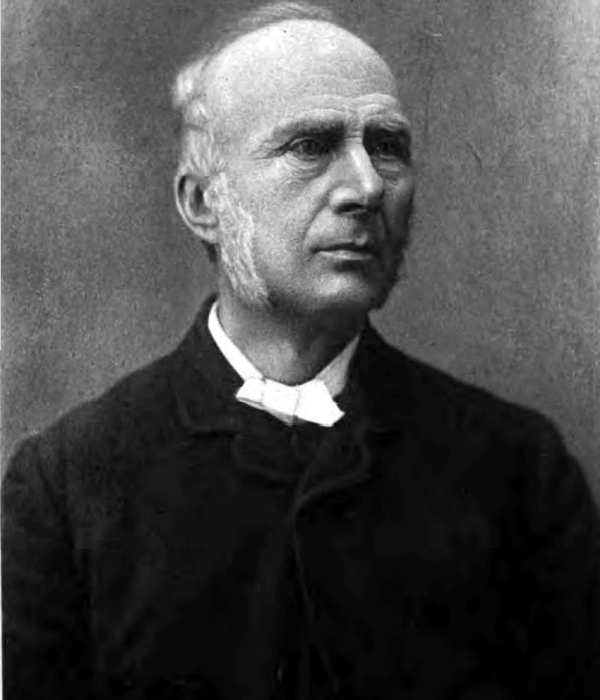
William Tuckwell

William Tuckwell (* 27. November 1829 in Oxford; † 1. Februar 1919 in Pyrford Rough, Pyrford, Surrey) war ein britischer Schulmeister, Autor und Vertreter des christlichen Sozialismus.

## Leben und Wirken
William Tuckwell war der älteste Sohn seines gleichnamigen Vaters William Tuckwell (1784–1845) und dessen Frau Margaret (geborene Wood, 1803/04–1842). Sein Vater war ein bedeutender Arzt am Radcliffe-Krankenhaus in Oxford. Tuckwell besuchte zunächst eine private Vorbereitungsschule in Hammersmith und begann 1842 eine erfolgreiche Ausbildung am Winchester College. 1848 wechselte er auf das New College in Oxford. Dort machte er 1852 einen Abschluss in Literae Humaniores. Von 1853 bis 1854 arbeitete Tuckwell als Lehrer am St. Columba’s College in Rathfarnham bei Dublin. Später wurde er ordiniert und wurde Kurat von St. Mary Magdalen in Oxford. Von 1857 bis 1864 leitete Tuckwell die New College School. 1858 heiratete er Rosa (* 1829/30), die älteste Tochter von Henry Strong (1794–1876). Emilia Francis Dilke (Lady Dilke, 1840–1904) war ihre Schwester. Das Paar hatte einen Sohn und drei Töchter, darunter die Gewerkschafterin und Sozialreformerin Gertrude Mary Tuckwell (1861–1951).
1864 wechselte Tuckwell als Leiter an die Grammar School in Taunton, die spätere Taunton Collegiate School. Mit der Unterstützung von Henry de Labouchère, 1. Baron Taunton ließ er neue Gebäude errichten und reformierte den Lehrplan, in den er den Unterricht der Naturwissenschaften aufnahm. Elf Jahre später hatte sich die Anzahl der unterrichteten Schüler mehr als verfünffacht. Seine Entscheidung, neben Anglikanern auch Nonkonformisten und Katholiken aufzunehmen, stieß auf zunehmende Kritik, so dass er 1877 sein Amt niederlegte. Kurzzeitig war er anschließend Hausleiter an der Blundell’s School in Tiverton.
1878 wurde Tuckwell vom New College die Vikarie von Stockton in Warwickshire zugesprochen. Unter dem Einfluss von Schriften wie Henry Georges Progress and Poverty und Alfred Russel Wallaces Land Nationalization sowie der bedrückenden Armut in seiner Gemeinde entwickelte er sich zu einer Persönlichkeit des öffentlichen Lebens. Beginnend mit einer Ansprache für den örtlichen liberalen Verein im Jahr 1884, hielt er in der Folgezeit zahlreiche öffentliche Reden, unter anderem auf den jährlichen Treffen der National Liberal Federation. 1886 teilte Tuckwell sein Pfarrland in Parzellen für die Bewohner der Gemeinde auf. In zahlreichen Schriften setzte er sich für die Verstaatlichung des Bodens, das allgemeine Wahlrecht, die Selbstverwaltung sowie breite Reformen ein, die er als christlichen Sozialismus bezeichnete.
1893 wurde Tuckewell Rektor der Gemeinde Waltham in Lincolnshire. Er zog sich von der Parteipolitik zurück und begann, seine Memoiren zu schreiben: Ancient Ways. Winchester Fifty Years Ago (1893), Reminiscences of Oxford (1900), Reminiscences of a Radical Parson (1905) und Pre-Tractarian Oxford (1909). Außerdem veröffentlichte er populäre Darstellungen über Alexander William Kinglake (1902),  Geoffrey Chaucer (1904), Horaz (1906) und  Herbert Spencer (1906). 1905 zog sich Tuckwell auf das Anwesen seines Schwagers Charles Wentworth Dilke, 2. Baronet (1843–1911) Pyrford Rough zurück.

## Schriften (Auswahl)
- The Ancient Ways: Winchester 50 years ago. Macmillan & Co., London/New York 1893.
- Reminiscences of Oxford. Cassel & Co., London/Paris/New York/Melbourne 1900 (online).
- A. W. Kinglake. A biographical and literary study. George Bell & Sons, London 1902 (online).
- Chaucer. George Bell & Sons, London 1904 (online).
- Horace. George Bell & Sons, London 1905 (online).
- Reminiscences of a radical parson. Cassell & Co., London/Paris/New York/Melbourne 1905.
- Spenser. George Bell & Sons, London 1906 (online).
- Pre-tractarian Oxford. A reminiscence of the Oriel “Noetics”. Smith, Elder & Co., London 1909 (online).
- “Lycidas”. A monograph. John Murray, London 1911 (online).